# Cecil Kilborn
Cecil Kilborn (sinh năm 1902) là một cầu thủ bóng đá người Anh thi đấu ở vị trí tiền đạo cho Bradford City.
Kilborn sinh ra ở Desborough và thi đấu cho Desborough Town đến tháng 12 năm 1919 khi ông kí hợp đồng với đội bóng League One Bradford City. Nhưng cho đến ngày 8 tháng 10 năm 1921 Kilborn có màn ra mắt trong thất bại 2-0 trước Middlesbrough, thi đấu tổng cộng 14 trận mùa giải đó và câu lạc bộ bị xuống hạng. Ở mùa giải 1922-23 Kilborn là đồng vua phá lưới của câu lạc bộ với chỉ 5 bàn thắng. Ông bị giải phóng hợp đồng năm 1924 chỉ sau 40 trận với câu lạc bộ.